# Дуња Илић
Дуња Илић (Београд, Југославија, 10. септембар 1991) српска је певачица, текстописац и списатељица.

## Биографија
Завршила је гимназију, а тренутно студира културу медија. Већ са петнаест година снима своје прве песме, а у шеснаестој је већ написала два романа. Наступала је на "Београдском победнику" и добила награду за најперспективнију младу звезду. Својом песмом "Бидермајер" је изненадила јавност као и спот где лежи у белом ковчегу. Међутим, тим није престала до шокира јавност па је на телевизији Кошава наступала у костиму калуђерице са песмом "Секс, смрт, паре, моћ и слава". Дуња је позната по високобуџетним спотовима, а писала је и колумне на порталу Опера17. До сада је издала три албума. Прославила ју је песма Шефица подземља, а након ње и Нисам лака мацо.
Књижевна дела:
- Сат (Драганић, 2010) - роман
- Божанствена (Партенон, 2018) - приче
- За губитак (Партенон, 2019) - роман

## Дискографија

### Студијски албуми
- Мистерија (2010)
- Живим на ивици (2011)
- Гладна твоје љубави (2013)

### Синглови
- Убићеш ме ти (Снимљена 2006, а објављена 2011.)
- Ноћ је, звездана (2012)
- Није ме унило - демо (2014)
- Милион промила (дует са Димитријем) (2014)
- Очи ледене (2015)
- Да ли је то љубав или страст (2019) (гост у песми Стефана Драгојловића)

### Видеографија
| Спот                     | Година | Режисер         |
| ------------------------ | ------ | --------------- |
| Бидермајер               | 2009.  | Visual Infinity |
| Мистерија                | 2010.  | Visual Infinity |
| Шефица подземља          | 2010.  | Visual Infinity |
| Некад љубав није довољна | 2010.  | Visual Infinity |
| Нисам лака, мацо!        | 2010.  | Visual Infinity |
| Живим на ивици           | 2011.  | Visual Infinity |
| У даху                   | 2011.  | Visual Infinity |
| Навикла на поразе        | 2011.  | Visual Infinity |
| Еуфорија                 | 2011.  | Visual Infinity |
| Погледај још једном      | 2011.  | Visual Infinity |
| Зла, луда кучка          | 2011.  | Visual Infinity |
| Срце мекше од кашмира    | 2011.  | Visual Infinity |
| Не стиже ме кајање       | 2011.  | Visual Infinity |
| Нисам на време признала  | 2011.  | Visual Infinity |
| Ноћ је, звездана         | 2012.  | Visual Infinity |
| Вриштаћу                 | 2013.  | IDJ Videos      |